# Bobby Sands
(Bobby Sands)
Robert Gerard Sands, detto Bobby (in irlandese Roibeard Gearóid Ó Seachnasaigh; Belfast, 9 marzo 1954 – Lisburn, 5 maggio 1981), è stato un attivista e politico nordirlandese, volontario della Provisional Irish Republican Army.
Eletto membro del parlamento britannico mentre era detenuto nel Carcere di Maze, nella località di Long Kesh, vi morì il 5 maggio 1981 a seguito di uno sciopero della fame condotto a oltranza come forma di protesta contro il regime carcerario a cui erano sottoposti i detenuti repubblicani.

## Biografia
Nato ad Abbots Cross, sobborgo settentrionale di Belfast e cresciuto nel quartiere a maggioranza protestante di Rathcoole, si trasferì diverse volte con la sua famiglia a causa delle costanti intimidazioni subite dai lealisti protestanti. Lasciata la scuola, Bobby Sands divenne un apprendista carrozziere, finché non fu costretto a lasciare, per le minacce dei lealisti.

### L'ingresso nell'IRA
Nel giugno 1972 la sua famiglia si era trasferita a Twinbrook, alla periferia sudoccidentale di Belfast, dove divenne un attivista della comunità e si sposò con Geraldine Noade, da cui ebbe nel 1973 il figlio Gerard.
All'apice dei tumulti, entrò nell'IRA. Così Sands descrisse la sua scelta:
(Bobby Sands, citato in Denis O’Hearn)
Divenne membro del Primo battaglione della Brigata Belfast, ma nell'ottobre del 1972 fu arrestato la prima volta per la detenzione di quattro pistole. Sands rimase nel carcere di Long Kesh, il Maze, senza processo (dal 1970 in Irlanda del Nord era prevista la possibilità di detenzione senza processo, solo sulla base di una decisione del Ministro degli Interni dell'Irlanda del Nord fino al marzo 1972, e successivamente del Segretario di Stato per l'Irlanda del Nord del governo britannico. L'internamento senza processo venne abolito nel 1974) sino all'aprile 1973, quando fu condannato a 5 anni di reclusione. Poco tempo dopo la moglie e il figlio andarono a vivere in Inghilterra.
Era fuori di prigione da meno di un anno quando, il 14 ottobre 1976, fu nuovamente arrestato. Sospettato di coinvolgimento nell'attentato contro il mobilificio della Balmoral Furniture Company a Dunmurry, non fu direttamente imputato di quest'azione perché un giudice stabilì non esservi evidenze di concorso in quel reato.
Fu prosciolto anche dall'accusa di aver partecipato a un conflitto a fuoco contro uomini del Royal Ulster Constabulary, anche in questo caso per insufficienza di prove. Ma alcuni dei partecipanti alla sparatoria, Sean Lavery, Joe McDonnell e Seamus Finucane (fratello di John, morto nel 1972 in "servizio attivo" per l'IRA), erano stati arrestati dopo aver tentato di darsi alla fuga su un'auto insieme allo stesso Sands (abbandonando sul posto i feriti Seamus Martin e Gabriel Corbett). Un'arma rinvenuta a bordo dell'auto fu riconosciuta come una delle rivoltelle usate durante lo scontro, quindi nel settembre 1977 Sands fu processato per possesso illegale di armi da fuoco e condannato a 14 anni di carcere.

### La carcerazione

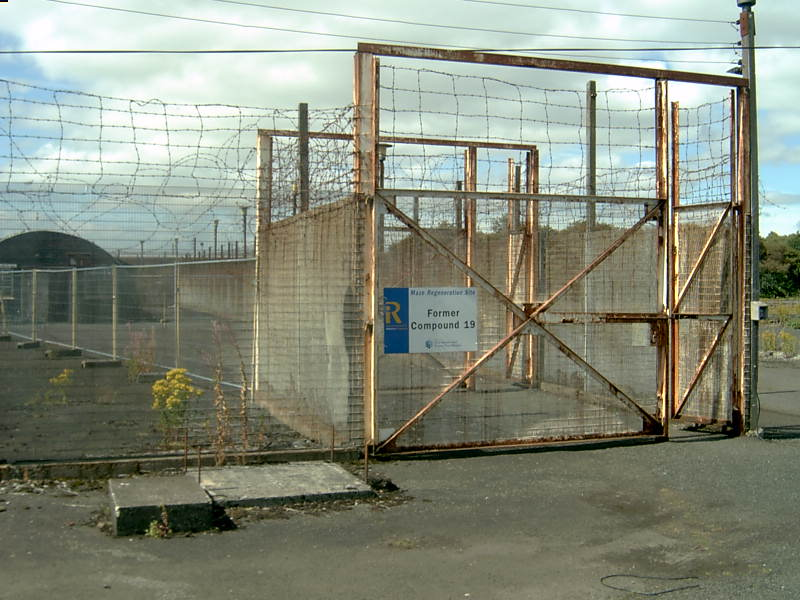
L'ingresso al Compound 19 del carcere di Maze

Dopo un iniziale soggiorno di 22 giorni al carcere di Crumlin Road, in cui fu coinvolto in tumulti per i quali fu tenuto nudo per 15 giorni e costretto al digiuno una volta ogni tre giorni, Sands scontò poi la pena nel carcere di Long Kesh, ribattezzato dagli inglesi "Maze" (labirinto) dopo che era stata costruita la parte nuova del carcere, costituita da 8 edifici a un piano a forma di H, che divennero tristemente noti come H-Blocks, "Blocchi H".
In prigione Sands divenne giornalista e poeta. I suoi articoli, scritti su cartine per sigarette o su pezzi di carta igienica, erano fatti uscire dal carcere con numerosi stratagemmi e furono pubblicati dal giornale repubblicano An Phoblacht-Republican News, voce del movimento, con lo pseudonimo "Marcella".
All'inizio dello sciopero della fame del 1980 Sands, già PRO (Public Relations Officer) dei detenuti, venne scelto come OC (Officer Commanding), ufficiale comandante dei prigionieri dell'IRA a Long Kesh in sostituzione di Brendan Hughes, che avrebbe guidato lo sciopero.
I prigionieri dell'IRA avevano organizzato una serie di proteste per cercare di riottenere lo status di prigionieri politici che il governo aveva negato per tutti i crimini commessi dopo il 1º marzo 1976, e non essere soggetti alle normali regole carcerarie. Iniziarono con la blanket protest ("protesta delle coperte") nel 1976, nel corso della quale i prigionieri si rifiutarono di indossare la divisa carceraria e si vestirono solamente di una coperta. Nel 1978 i detenuti iniziarono la dirty protest ("protesta dello sporco" ), escalation che vide i prigionieri vivere nello squallore: spalmavano gli escrementi sui muri delle celle e buttavano l'urina sotto le porte, poiché venivano picchiati duramente dai secondini quando lasciavano le celle per andare al bagno a svuotare i buglioli.
Dopo più di 4 anni di vita in condizioni disumane, i detenuti decisero di risolvere la questione una volta per tutte e il 27 ottobre 1980 iniziarono il primo sciopero della fame. Guidati da Brendan Hughes, fino ad allora OC dei detenuti dell'IRA, sette detenuti (6 dell'IRA e 1 dell'INLA) digiunarono per 53 giorni. Il 18 dicembre, con uno di loro (Sean McKenna) in fin di vita, decisero di terminare il digiuno sulla base di indefinite promesse del governo di Margaret Thatcher che, una volta finito lo sciopero, non mise in pratica i cambiamenti annunciati nel regime carcerario.

Il secondo sciopero della fame iniziò quando Sands, diventato OC al posto di Hughes all'inizio del primo sciopero, rifiutò il cibo il 1º marzo 1981, dopo aver ceduto il comando dei detenuti a Brendan "Bik" McFarlane. Sands decise che gli altri prigionieri avrebbero dovuto unirsi allo sciopero a intervalli regolari, allo scopo di aumentare l'impatto pubblico e la pressione sul governo britannico ogni volta che un detenuto in sciopero raggiungeva la "fase critica" del digiuno.

### L'elezione al parlamento
Poco dopo l'inizio dello sciopero, Frank Maguire, membro del parlamento del Regno Unito per il collegio di Fermanagh and South Tyrone (un repubblicano irlandese indipendente), morì e si svolse un'elezione suppletiva.
Sands fu nominato non come candidato del Sinn Fein, ma come Anti H-Blocks/Armagh Political Prisoner (Armagh si riferisce al carcere femminile di Armagh, dove erano rinchiuse le detenute dell'IRA e dell'INLA), e vinse il seggio il 9 aprile 1981 con 30 492 voti, contro i 29 046 del candidato dell'Ulster Unionist Party (UUP) Harry West. Al momento dell'elezione, Sands risultò il più giovane deputato in carica, che nel gergo anglosassone si chiama "Baby of the House".
Il Governo del Regno Unito cambiò la legge poco dopo, introducendo il Representation of the People Act. Questo proibiva ai detenuti di partecipare alle elezioni, e richiedeva un periodo di cinque anni dal termine della pena, prima che un ex detenuto potesse candidarsi.

### Il decesso e la sua eco
Tre settimane dopo, Sands morì nell'ospedale della prigione, dopo 66 giorni di sciopero della fame. L'annuncio della sua morte diede il via a rivolte che durarono diversi giorni, nelle zone nazionaliste dell'Irlanda del Nord. Oltre 100 000 persone si schierarono lungo il percorso del suo funerale, dalla casa di Sands a Twinbrook, West Belfast, fino al cimitero cattolico di Milltown, dove sono sepolti tutti i volunteers dell'IRA di Belfast.
Sands fu membro del Parlamento di Westminster per venticinque giorni, uno dei mandati più brevi della storia. Lasciò i genitori, i fratelli (una sorella, Bernadette, era all'epoca latitante nell'Eire e avrebbe poi sposato Michael McKevitt, Quartiermastro Generale dell'IRA che, nel 1996, in disaccordo con la strategia del processo di pace elaborata da Gerry Adams e Martin McGuinness, lasciò l'organizzazione per dare vita, con altri dissidenti, alla Real IRA, responsabile nel 1998 della strage di Omagh) e un figlio piccolo, Gerard, nato dal suo matrimonio, finito durante il suo secondo periodo in carcere.

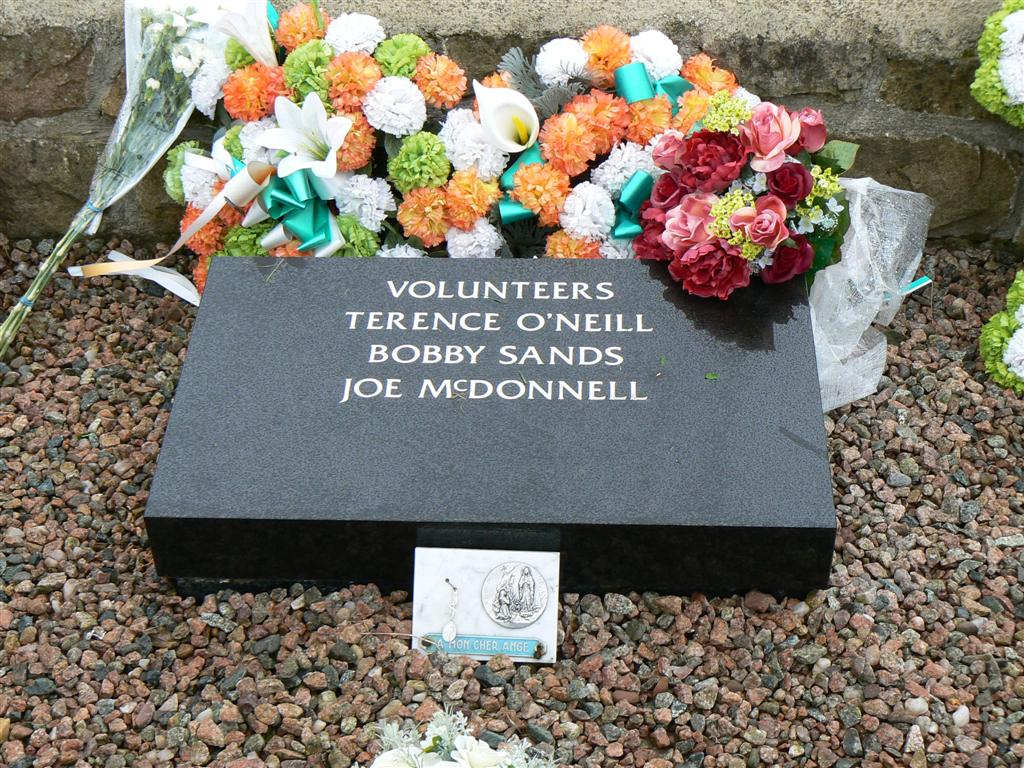
Tomba di Bobby Sands al Milltown Cemetery

Altri nove uomini (6 dell'IRA e 3 dell'INLA) morirono dopo Bobby Sands tra maggio e agosto del 1981. Gran parte dei repubblicani irlandesi e dei simpatizzanti dell'IRA guardarono a Sands e agli altri nove come a dei martiri che resistettero all'intransigenza del governo britannico e molti nazionalisti irlandesi che disapprovavano l'IRA furono scandalizzati dalla posizione del governo britannico.
La copertura mediatica che circondò la morte di Bobby produsse un nuovo flusso di attività dell'IRA, che reclutò molti nuovi membri e incrementò la sua capacità di raccogliere finanziamenti. Molte persone si sentirono spinte ad aiutare a spezzare la connessione britannica aiutando l'IRA, non vedendo altre opzioni dato l'atteggiamento intransigente dei politici britannici nei confronti dell'Irlanda. I numerosi successi elettorali conseguiti durante lo sciopero spinsero il movimento repubblicano a muoversi verso la politica, e indirettamente spianarono la strada all'Accordo del Venerdì Santo e al successo elettorale del Sinn Féin molti anni dopo.
Sands scrisse un libro in cui parla dell'esperienza carceraria intitolato Un giorno della mia vita. Sands scrisse, riferendosi agli anni della sua adolescenza: "Ero soltanto un ragazzo della classe lavoratrice proveniente da un ghetto nazionalista, ma è la repressione che crea lo spirito rivoluzionario della libertà. Io non mi fermerò fino a quando non realizzerò la liberazione del mio Paese, fino a che l'Irlanda non diventerà una, sovrana, indipendente, repubblica socialista".

## La produzione letteraria
La produzione letteraria di Bobby Sands può considerarsi racchiusa in tre grandi opere e in un periodo di tempo che va dalla sua prima detenzione nella Cage 11 (le cages erano baracche prefabbricate che si trovavano nella parte vecchia del carcere di Long Kesh) alla sua prematura morte nei Blocchi H del carcere di Maze.

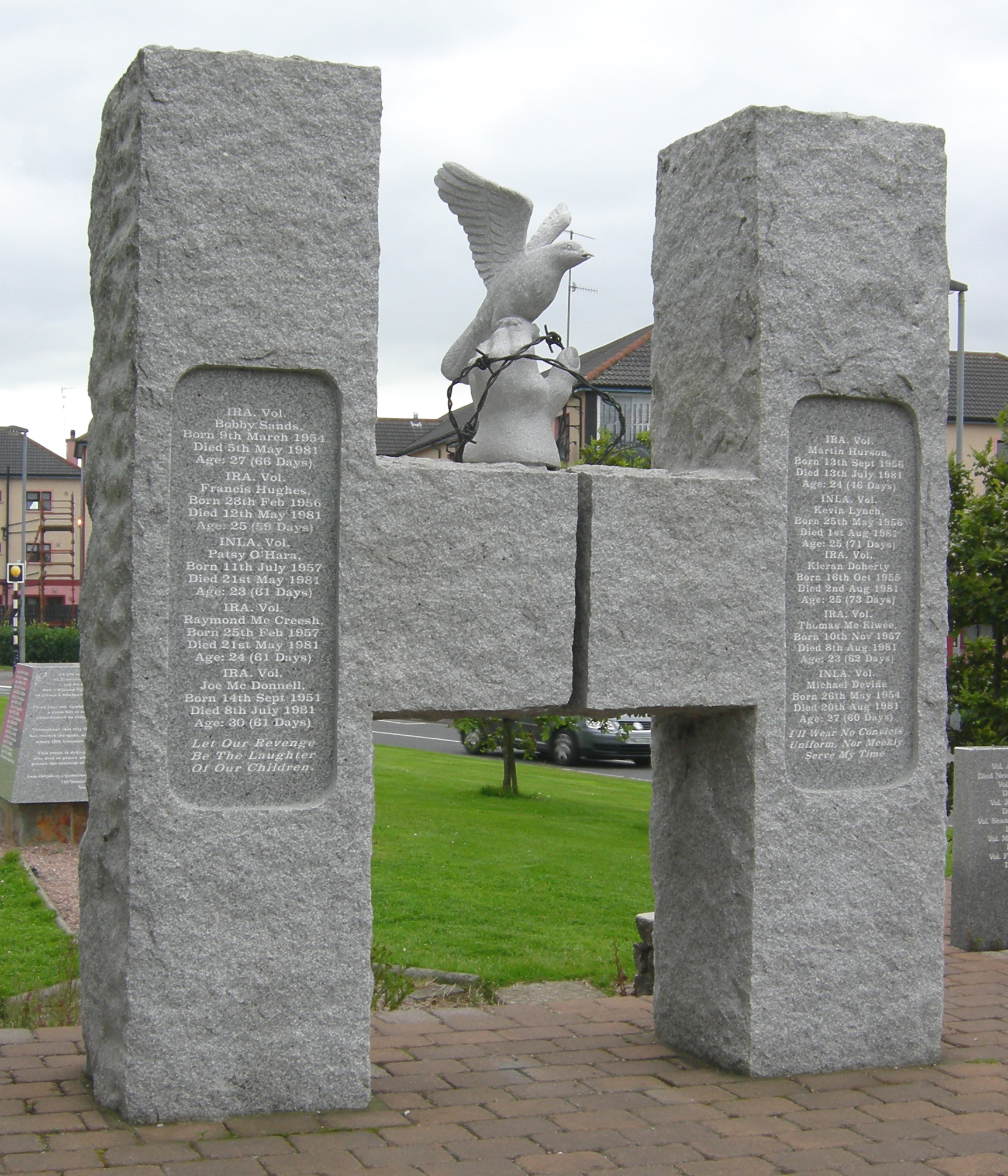
Monumento allo "H-block" eretto a Bogside, quartiere di Derry, in memoria dei morti nello sciopero della fame.

### Opere
- Un giorno della mia vita
- Skylark Sing Your Lonely Song
- The diary of Bobby Sands

## Reazioni
- Il sindacato dei portuali di New York (Stati Uniti), San Francisco e Chicago annunciò un boicottaggio di 24 ore delle navi britanniche[28]
- Ancora a New York, oltre mille persone si riunirono nella cattedrale di San Patrizio per ascoltare il cardinale Cook celebrare una messa di riconciliazione per l'Irlanda del Nord. I bar irlandesi in città osservarono due ore di chiusura in segno di lutto[29]
- Il parlamento del New Jersey (Stati Uniti) votò 34 a 29 una risoluzione in cui si onoravano il coraggio e l'impegno di Bobby Sands[30]
- A Milano cinquemila studenti bruciarono la Union Jack e urlarono Libertà per l'Ulster durante una manifestazione[31]
- A Gand (Belgio) gli studenti invasero il consolato britannico[32]
- A Parigi (Francia) migliaia di persone marciarono dietro a grandi ritratti di Sands, al canto di The IRA will conquer
- A Oslo alcuni dimostranti tirarono un palloncino riempito di salsa di pomodoro contro la regina Elisabetta in visita di Stato[33]
- Lo Standard, quotidiano di Hong Kong, scrisse che fu triste che i successivi governi britannici non siano riusciti a porre fine all'ultima delle guerre religiose in Europa
- L'Hindustan Times scrisse che Margaret Thatcher aveva permesso a un membro del parlamento di morire di inedia, un incidente che non era mai avvenuto in una nazione civile
- In India i membri dell'opposizione nella Camera Alta osservarono un minuto di silenzio
- In Unione Sovietica la Pravda descrisse l'accaduto come "un'altra tragica pagina della triste storia di oppressione, discriminazione, terrore e violenza in Irlanda"
- Nel derby di calcio scozzese a Glasgow i tifosi del Rangers intonarono Could you go a chicken supper, Bobby Sands?, come scherno verso i tifosi del Celtic, simpatizzanti irlandesi[34]
- A Teheran (Iran), durante i primi giorni della rivoluzione islamica del 1979, gli studenti rivoluzionari cambiarono il nome della via in cui si trovava l'ambasciata britannica da Winston Churchill Street a Bobby Sands Street. La via porta ancora oggi tale nome.[35]

## Cultura di massa
- Ad Hartford nel 1997 venne dedicato un monumento a Bobby Sands e agli altri scioperanti
- Nel 2001, un monumento dedicato a Sands e agli altri scioperanti fu inaugurato a L'Avana
- La città di Le Mans ha dedicato una via a Sands, nel comune di Saint-Denis, nei pressi di Parigi
- L'album Endangered Species, dell'australiano Eric Bogle, contiene una canzone intitolata The Sign, che descrive i suoi pensieri dopo aver visto molti anni prima un graffito con la scritta "Free Bobby Sands" a Christchurch
- Il gruppo francese Soldat Louis ha composto una canzone intitolata "Bobby Sands", in memoria del patriota irlandese
- Il gruppo newyorkese Black 47 (che annovera alcuni componenti irlandesi) ha inciso la canzone "Bobby Sands MP" nell'album "Green Suede Shoes" del 1997
- Il Comune di Torino ha dedicato un grande murale a Bobby Sands, nel Parco Dora, inaugurato ufficialmente il 30 gennaio 2015[36]
- Il Comune di Novara, nella zona nord della città, gli ha dedicato la rotonda nella quale confluiscono via Boroli, via Europa e via delle Americhe.[37]

### Film
- Una scelta d'amore (1996) di Terry George. Lungometraggio sullo sciopero della fame sostenuto dai detenuti dell'IRA, per poter ottenere lo status di prigionieri politici
- Il silenzio dell'allodola (2005) di David Ballerini: film in cui la storia di Bobby Sands viene decontestualizzata in un racconto mitologico e morale fuori dallo spazio e dal tempo, legato alla storia originale quanto a eventi successivi, quali Abu Ghraib o Guantanamo
- Hunger (2008) di Steve McQueen, relativo al trattamento dei detenuti a Long Kesh e allo sciopero della fame che portò alla morte degli attivisti